# Internal Revenue Service Criminal Investigation
L'Internal Revenue Service Criminal Investigation (IRS-CI) è un'agenzia governativa di polizia federale degli Stati Uniti d'America.
Negli USA è la polizia federale che si occupa di crimini fiscali, truffe ed altri reati in materia economica e finanziaria come l'evasione fiscale.
È direttamente dipendente dal Dipartimento del Tesoro.

## Storia
L'IRS/Treasury Department Intelligence Unit è stata creata su iniziativa del commissario per le entrate interne Daniel C. Roper il 1 luglio 1919 per indagare sull'evasione fiscale.
Quest'unità era responsabile delle indagini e della cattura di Al Capone poiché le nuove leggi emanate nel 1927 consentivano al governo federale di perseguire Capone per evasione fiscale, la loro migliore opzione per imprigionarlo definitivamente. È stato inseguito dall'agente dell'Unità di intelligence dell'IRS Frank J. Wilson, che è stato in grado di trovare ricevute che collegavano Capone a proventi di gioco illegali, prestanome ed evasione fiscale su tali proventi.
Nel 1978, l'agenzia ha cambiato nome in Divisione investigativa criminale dell'Internal Revenue Service.